# Jan Neumann (inženýr)
Jan Neumann (21. listopadu 1914 Loděnice – 8. září 2004) byl český fyzik a energetik, první náměstek ministra chemického průmyslu, náměstek předsedy Státní komise pro rozvoj a koordinaci vědy a techniky, člen Rady guvernérů MAAE.
Studoval na Vysoké škole strojního a elektrotechnického inženýrství ČVUT v Praze obor elektro a na přírodovědecké fakultě Karlovy univerzity obor atomová fyzika. Po uzavření vysokých škol za německé okupace dokončil jen studium na technice, kde absolvoval v roce 1948. V té době byl už vedoucím technického úseku rafinerie Koramo v Kolíně. V roce 1952 byl jmenován prvním náměstkem ministra chemického průmyslu. Zde pracoval na rozvoji a výstavbě chemických závodů, např. Slovnaft v Bratislavě, Chemko v Humenném, Kaučuk Kralupy a řadě dalších. V roce 1957 se zúčastnil ustavující generální konference MAAE ve Vídní a stal se členem Rady guvernérů MAAE, na generální konferenci MAAE v roce 1967 byl zvolen jejím předsedou. V roce 1962 se stal náměstkem předsedy Státní komise pro rozvoj a koordinaci vědy a techniky a v rámci této funkce i předsedou nově zřízené Československé komise pro atomovou energii. V této funkci setrval i při některých následujících reorganizacích vládní struktury až do odchodu do důchodu v roce 1982. Současně externě přednášel na Strojní fakultě ČVUT, v roce 1977 získal hodnost kandidáta technických věd oboru energetika.